# Haute école (équitation)
Pour les articles homonymes, voir Haute école.
La haute école désigne, dans le domaine de l'équitation, le travail de dressage avancé avec le cheval qui, grâce au rassembler, donne une forme relevée du pas, du trot et du galop dits "d'école", et peut les transformer en "airs" dits "près de terre". Elle comprend aussi les airs relevés qui sont la stylisation des sauts naturels du cheval . Baucher y inclut le travail de deux pistes aux trois allures, les changements de pied sur les lignes rétrécies ou encore le piaffer. Les chevaux capables d'accomplir ces figures sont nommés des chevaux de haute école.

## Définition
La haute école est l'expression de l'art équestre. Elle vise à la reconstitution par le cheval, par des moyens rationnels et néanmoins élaborés, de l'équilibre le plus parfait et des airs naturels de l'étalon libre et triomphant. C'est tout à la fois un art plastique et rythmique qui exige tact, talent et virtuosité, qu'une science qui résulte de siècles de connaissances et d'études. L'écuyer qui pratique la haute école doit connaitre l'usage des aides, celui des différentes parties du corps du cheval, la psychologie et la physiologie animale. 
La distinction entre basse et haute école est arbitraire car un cheval qui atteindrait la perfection des allures et des exercices de la basse école prouverait un niveau d'équilibre tel qu'il obtiendrait une réussite complète à tous les airs de la haute école. La basse école se caractérise par l'obtention d'un équilibre horizontal par répartition égale du poids sur l'avant et l'arrière main; la haute école par le déplacement vers l'arrière du centre de gravité qui permet le relèvement des allures dans le rassembler.

## Origines
Les origines de la haute école se situent en Grèce où l'on pratiquait, contrairement aux pays nordiques, une équitation qui n'était pas seulement militaire ou utilitaire, mais qui recherchait l'esthétique. Un vase attique du VIe siècle avant J.-C, exposé au musée du Louvre, qui représente deux hommes demandant une levade à un cheval mené aux longues rênes, en témoigne.
En 1560, l'écuyer Giovan Battista Ferraro explique dans ses écrits que les mythes de Pégase et Bellérophon auraient été inspirés par un écuyer grec dont le cheval exécutait des sauts d'école si hauts et si parfaits que l'animal donnait aux spectateurs l'impression de voler, d'où la croyance du cheval ailé et de son cavalier légendaire.

## Figures de haute école
- Épaule en dedans : exercice de trois pistes[4] dans lequel le cheval se déplace latéralement, infléchi de la nuque à la queue. Le cheval se déplace vers le côté extérieur du pli, regard porté vers l'intérieur du pli. Elle s'exécute aux trois allures. L'épaule en dedans représente un exercice d'assouplissement et vise à augmenter l'engagement des postérieurs, faire baisser les hanches et élever l'avant-main. C'est « l'aspirine et la pierre de touche de l'équitation » (Nuno Oliveira).
- Croupe en dedans ou tête au mur : cet air est l'inverse de l'épaule en dedans. L'épaule en dedans et la croupe en dedans (appelé aussi « hanche en dedans ») lorsqu'ils sont réalisés en alternance par inversion du mouvement, constituent un exercice favorisant l'augmentation de l'amplitude des foulées du cheval et sa dextérité. Pour ne pas mélanger cet air avec le travers, qui est aussi une "croupe en dedans", il vaudrait mieux dire contre-épaule en dedans".

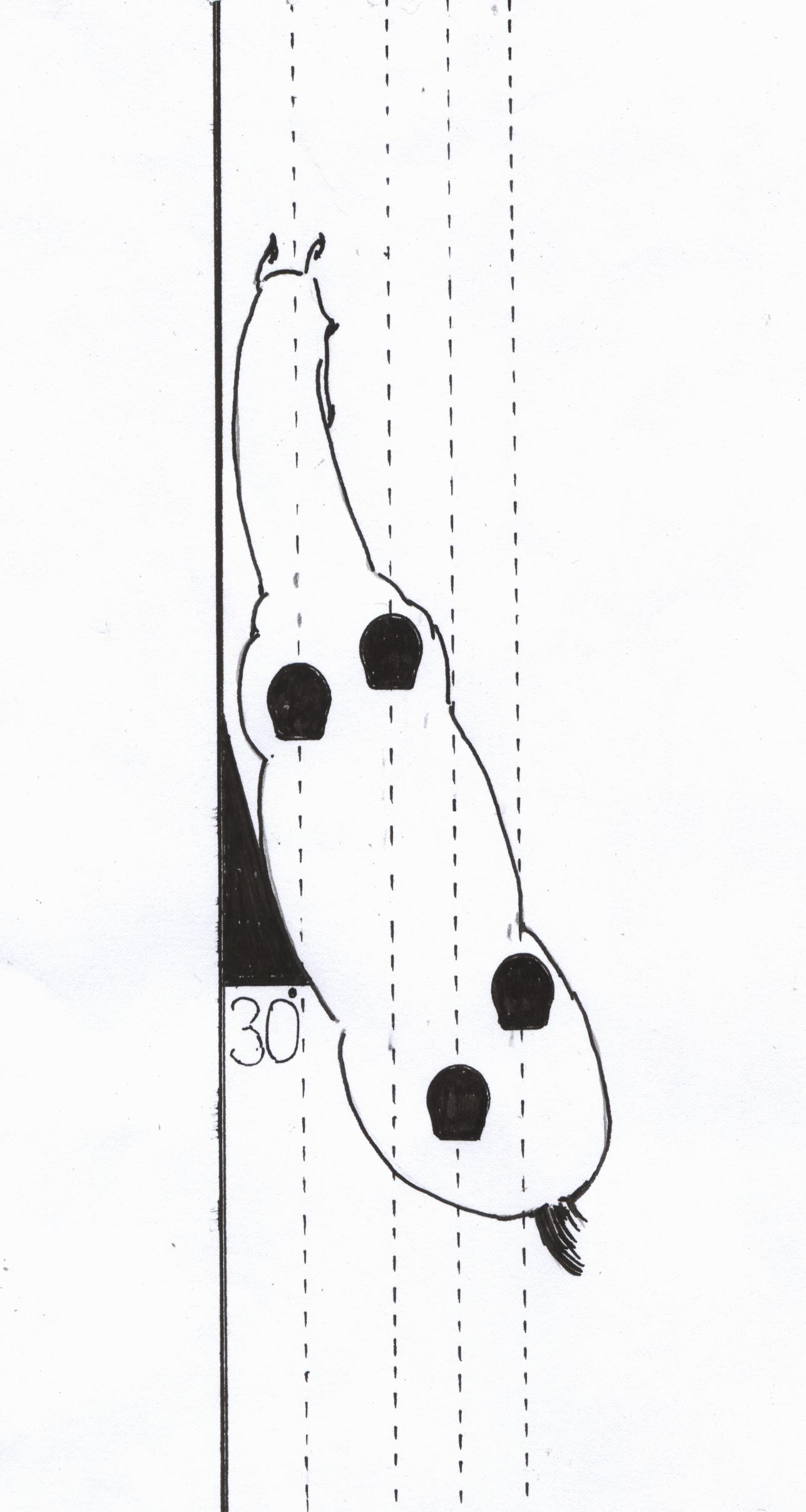
Travers

- Travers : mouvement latéral de quatre pistes vers le côté intérieur du pli qui s'exécute surtout dans le trot rassemblé, comme le renvers et l'appuyer. Il vaut mieux réserver le terme croupe en dedans pour cet air-ci.
- Renvers : c'est la contre-leçon du travers avec la croupe au mur, mouvement latéral de quatre pistes dans la direction de l'intérieur du pli.

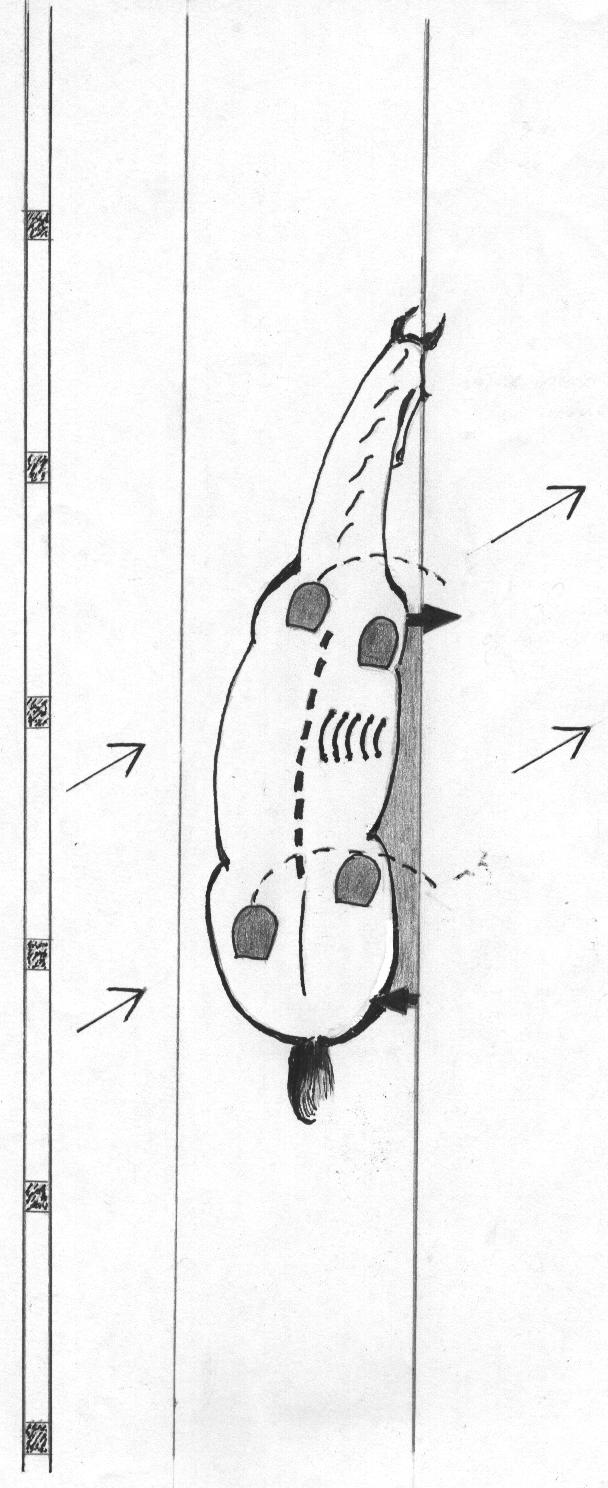
Appuyer

- Appuyer : exercice de deux pistes dans lequel le cheval se déplace latéralement et croise ses membres. L'avant-main précède légèrement l'arrière-main, l'encolure et la tête sont infléchies dans la direction du mouvement. L'appuyer est pratiqué notamment pour renforcer la musculature, assouplir latéralement le cheval, en augmenter sa mobilité et sa disponibilité et mobiliser les postérieurs. En fait, on considère le travers, le renvers et l'appuyer qu'une seule leçon.
- Capriole
- Passage : trot majestueux d'une grande lenteur, fortement diagonalisé et relevé, au temps de suspension très soutenu, dans lequel le cheval se projette avec force, souplesse et grâce d'un diagonal sur l'autre tant vers le haut que vers l'avant.
- Piaffer : passage sur place.
- Pirouette : l’avant-main du cheval décrit un cercle les hanches en dedans autour de l’arrière-main. Le postérieur externe tourne autour du postérieur interne qui continue à se lever et à se poser sur place, maintenant le mécanisme de l'allure du galop durant toute la durée du mouvement. La pirouette peut s'exécuter au pas, au piaffer, ou au galop[5].
- Pas espagnol : pas cadencé, majestueux et spectaculaire dans lequel le cheval élève et étend vers le haut et l'avant successivement chaque antérieur, tout en avançant franchement et en conservant son rassembler.
- Croupade : fait référence à deux airs différents selon que l'on se réfère à la dénomination du Cadre noir de Saumur où le cheval s'arc-boute sur ses antérieurs, élève la croupe et détache une ruade énergique en étendant complètement les membres postérieurs et en conservant sa mise en main ou à la dénomination introduite par La Guérinière et telle qu'elle est pratiquée par l'École Espagnole de Vienne où le cheval bondit en l'air et lorsqu'il est à l'horizontale, regroupe ses postérieurs sous sa masse en les mettant à la même hauteur que les antérieurs. La croupade est considérée par beaucoup comme étant un air d'une grande beauté.
- Levade : symbolise le rassembler poussé à son maximum. Le corps du cheval forme un angle de quarante-cinq degrés avec le sol. L’élévation de l’avant-main du cheval au-dessus de quarante-cinq degrés est appelée un cabrer. Le cheval se met tout simplement debout, avec une flexion moindre de l’arrière-main et perd alors son rassembler. Le cabrer n’est pas l’aboutissement d’un long travail rassemblé mais un simple geste appris au cheval.
- Pirouette renversée : l'arrière-main décrit un arc de cercle autour de l'épaule intérieur autour de l'épaule intérieur à l'épaule en dedans obtenue avant de faire ce mouvement. Le cheval doit se rassembler avant de pouvoir former un arc de cercle parfait avec l'épaule extérieur qui tourne autour de l'épaule intérieur.

### Ressources spécialisées sur le dressage
- Charles Raabe et Ulrick Martinet, Méthode de haute école d'équitation: avec atlas, Camoin, 1863
- Michel Henriquet et Catherine Durand, Gymnase et dressage, Vigot Maloine, 2000, 2e éd., 197 p. (ISBN 2-224-02630-7)
- Michel Henriquet et Alain Prevost, L'équitation, un art, une passion, Paris, Editions du seuil, 1972, 319 p.

- Nuno Oliveira, Nuno Oliveira, Œuvres complètes, Belin, 2006, 285 p. (ISBN 2-7011-3416-1)

- Philippe Karl, Dérives du dressage moderne : Recherche d'une alternative, Belin, 2006, 159 p. (ISBN 2-7011-4450-7)
- Colonel Challan Belval, Dressage, édition Lavauzelle  (ISBN 2702502741)

### Livres généralistes
- Françoise Racic-Hamitouche et Sophie Ribaud, Cheval et équitation, Editions Artemis, 2007, 287 p. (ISBN 978-2-84416-468-1 et 2-84416-468-4, lire en ligne), p. 199-203
- Elwyn Hartley Edwards, Les chevaux, Éditions de Borée, 2006, 272 p. (ISBN 978-2-84494-449-8, lire en ligne), p. 70-71